# Татари (Таллин)
Та́тари (эст. Tatari — «Татарский») — микрорайон в районе Кесклинн города Таллина, столицы Эстонии.

## География

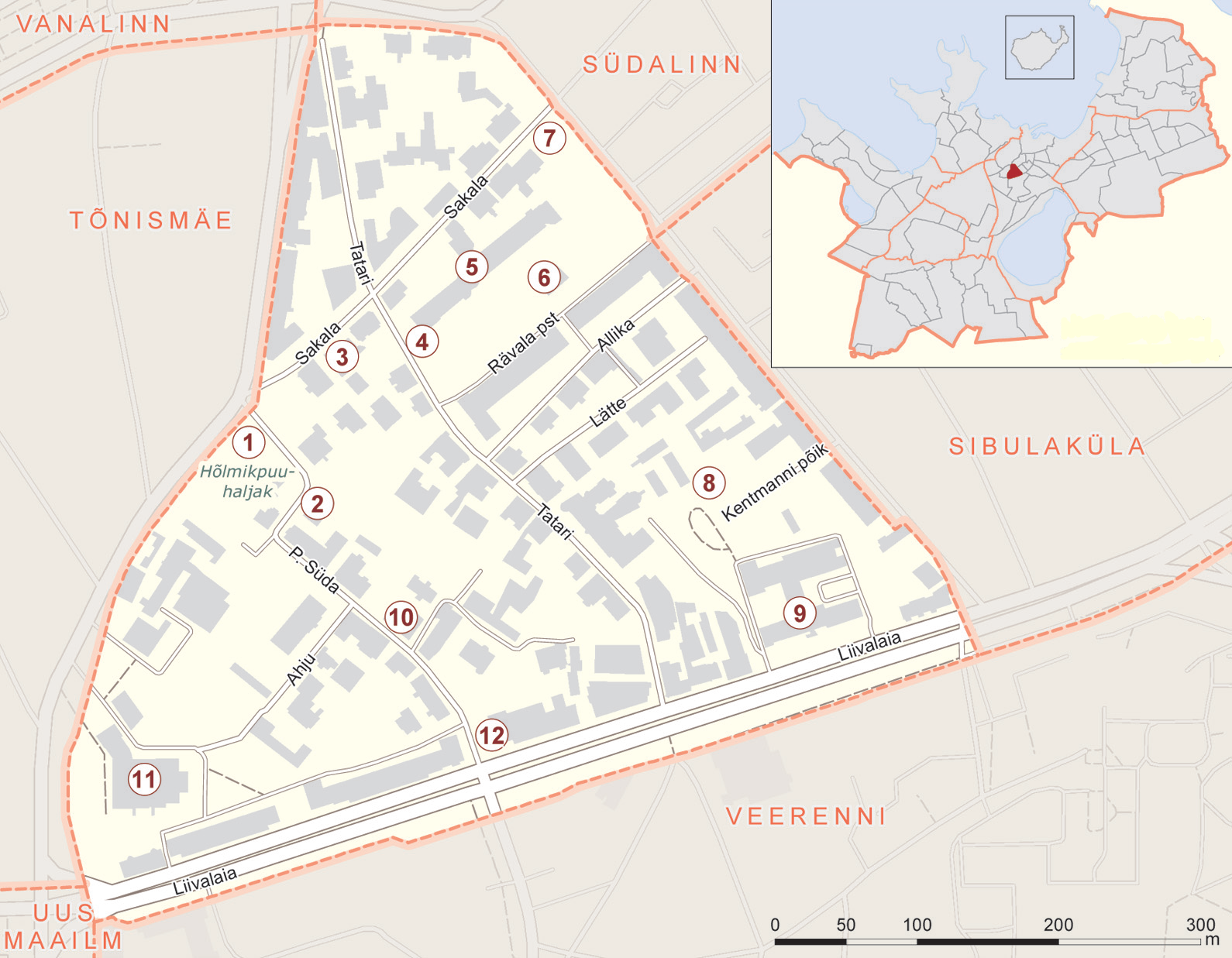
Карта микрорайона Татари

Расположен в центральной части Таллина. Граничит с микрорайонами Веэренни, Сибулакюла, Сюдалинн, Тынисмяэ и Уус-Мааильм. Площадь — 0,22 км². Плотность населения на 1 января 2023 года — 12354,5 чел/км².

## Улицы
В микрорайоне пролегают улицы Аллика, Ахью, Кентманни, Кентманни пыйк, Лийвалайа, Лятте, Пярнуское шоссе, Сакала, ул. Пеэтера Сюда, Татари, бульвар Эстония.

## Население
| Численность населения микрорайона Татари на 1 января по данным Регистра народонаселения | Численность населения микрорайона Татари на 1 января по данным Регистра народонаселения | Численность населения микрорайона Татари на 1 января по данным Регистра народонаселения | Численность населения микрорайона Татари на 1 января по данным Регистра народонаселения | Численность населения микрорайона Татари на 1 января по данным Регистра народонаселения | Численность населения микрорайона Татари на 1 января по данным Регистра народонаселения | Численность населения микрорайона Татари на 1 января по данным Регистра народонаселения | Численность населения микрорайона Татари на 1 января по данным Регистра народонаселения |
| 2008                                                                                    | 2010                                                                                    | 2011                                                                                    | 2012                                                                                    | 2013                                                                                    | 2014                                                                                    | 2015                                                                                    | 2016                                                                                    |
| --------------------------------------------------------------------------------------- | --------------------------------------------------------------------------------------- | --------------------------------------------------------------------------------------- | --------------------------------------------------------------------------------------- | --------------------------------------------------------------------------------------- | --------------------------------------------------------------------------------------- | --------------------------------------------------------------------------------------- | --------------------------------------------------------------------------------------- |
| 1738                                                                                    | ↗1781                                                                                   | ↗1851                                                                                   | ↗1939                                                                                   | ↗1968                                                                                   | ↗2098                                                                                   | ↗2178                                                                                   | ↗2350                                                                                   |
| 2017                                                                                    | 2018                                                                                    | 2019                                                                                    | 2020                                                                                    | 2021                                                                                    | 2022                                                                                    | 2023                                                                                    |                                                                                         |
| ↗2449                                                                                   | ↗2586                                                                                   | ↘2440                                                                                   | ↗2508                                                                                   | ↗2614                                                                                   | ↗2674                                                                                   | ↗2718                                                                                   |                                                                                         |

## История
На территории современного микрорайона Татари с в XVIII веке и позже проживало много татар (в том числе и флотские офицеры, имеющие высшие почётные чины) — отсюда получили своё название Татарская слобода и улица Татари. Иногда слободу называли Южно-Татарской стороной.
В средние века Татари был окраиной Харьюских ворот. Произведения искусства XVII века показывают, что в то время Татари компактно застроен. Северная война на какое-то время затормозила развитие района. В 1793 году в Татари было 90 зданий, в 1820 году — уже 150. 

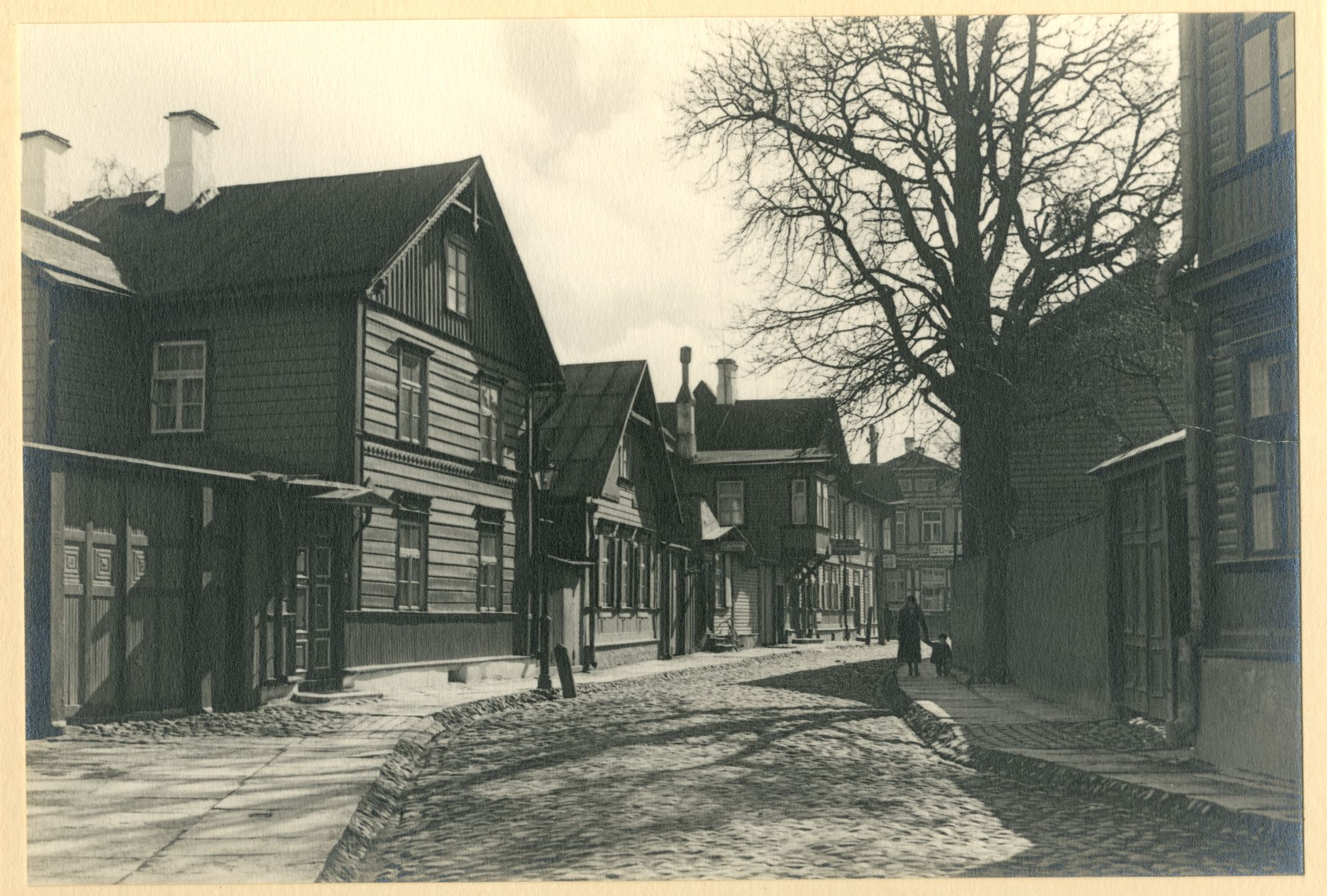
Улица Татари, дома 29 и 31, 1938 год

В 1917 году на улице Пеэтера Сюда располагался Высший военный комитет Эстонии. В Татари проживали известные эстонские политики, военные, экономисты, интеллектуалы. Здесь жили члены Учредительного собрания Эстонии, впоследствии — члены Рийгикогу. В Татари во время Эстонской освободительной войны проживал Константин Пятс. В разное время здесь жили или работали более 2500 человек, известных своей культурной историей.
Татари сильно пострадал во время бомбардировок в марте 1944 года, больша́я часть построек микрорайона была разрушена. Во время сталинских репрессий многие интеллектуалы, жившие в Татари, были либо заключены в тюрьму, либо вынуждены уехать. В советское время в микрорайоне жили сотрудники госбезопасности и руководители Коммунистической партии и правительства  Эстонской ССР.
В конце 1980-х годов через Татари планировалось построить продолжение бульвара Ленина. Из-за ухудшения экономической ситуации в Советском Союзе план строительства магистрали не был реализован, но до этого были снесены несколько старинных домов (в том числе здание Эстонского общества охраны природы).

## Основные объекты
- Kentmanni tn 20 — посольство США;

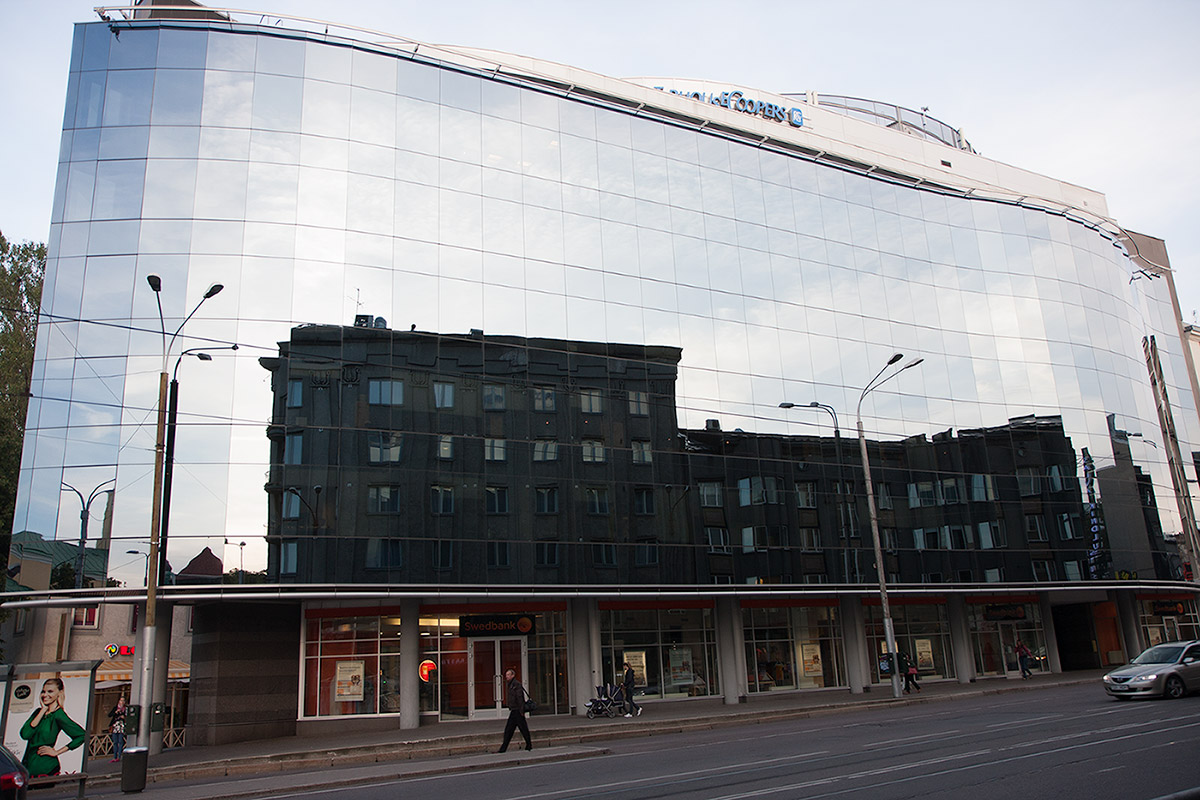
Здание Kawe Plaza

- Tatari tn 20 — посольство Молдавии;
- Liivalaia tn 13 — посольство Испании;
- Pärnu mnt 15 — офисно-торговое здание «Kawe Plaza».

### Учреждения образования и культуры
- Sakala tn 21 — частная гимназия Сакала. Здание (бывшая Таллинская городская торговая школа, затем Коммерческая гимназия для мальчиков) является памятником архитектуры и истории; построено в 1905–1909 годах, перестроено в 1920-х годах[10];
- Liivalaia tn 23 — Таллинская Сюдалиннаская школа;
- Tatari tn 13 — Эстонская академия музыки и театра;
- Pärnu mnt 45 — кинотеатр «Космос», памятник архитектуры[11].

Микрорайон Татари, памятники архитектуры
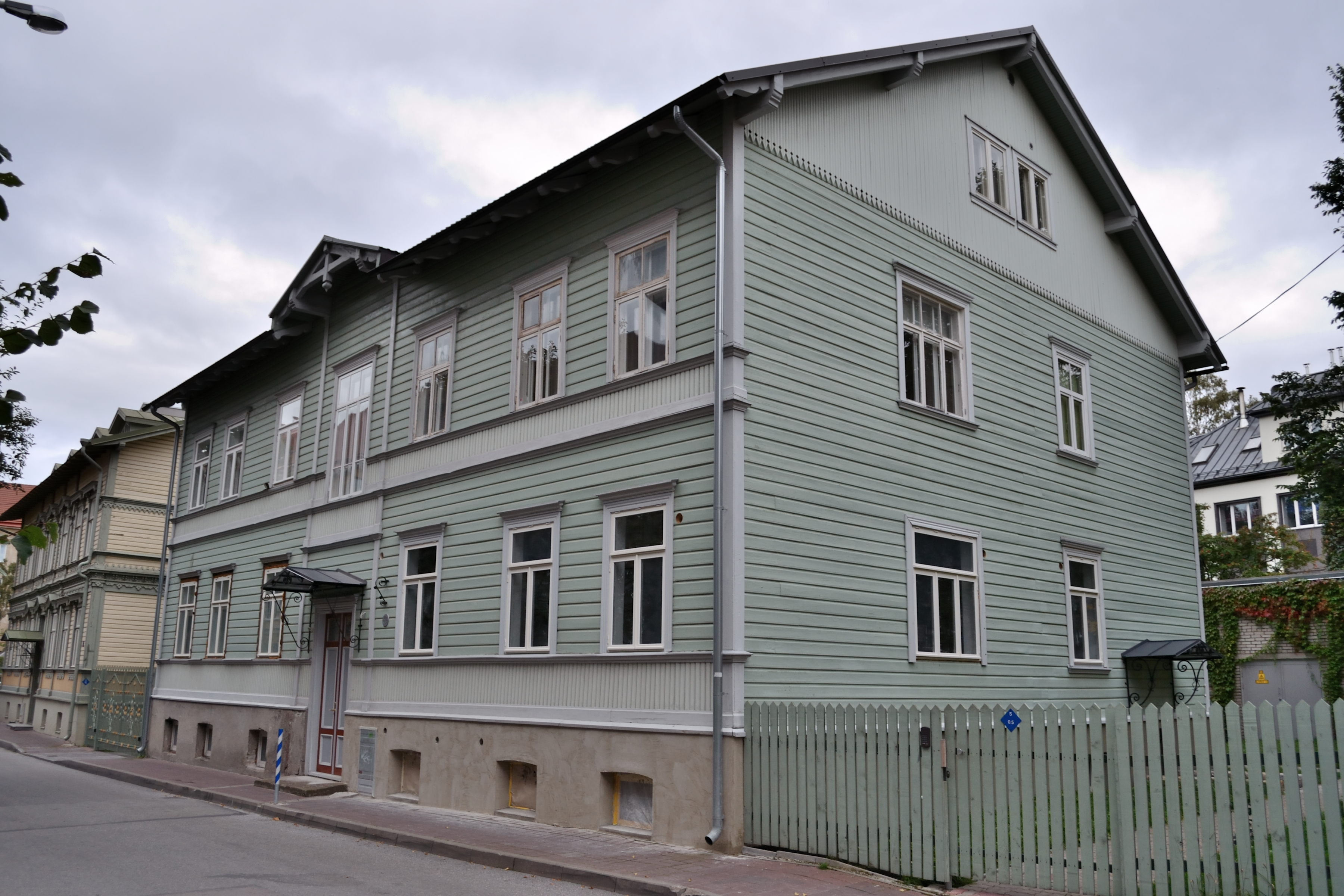
Улица Аллика, д. 6
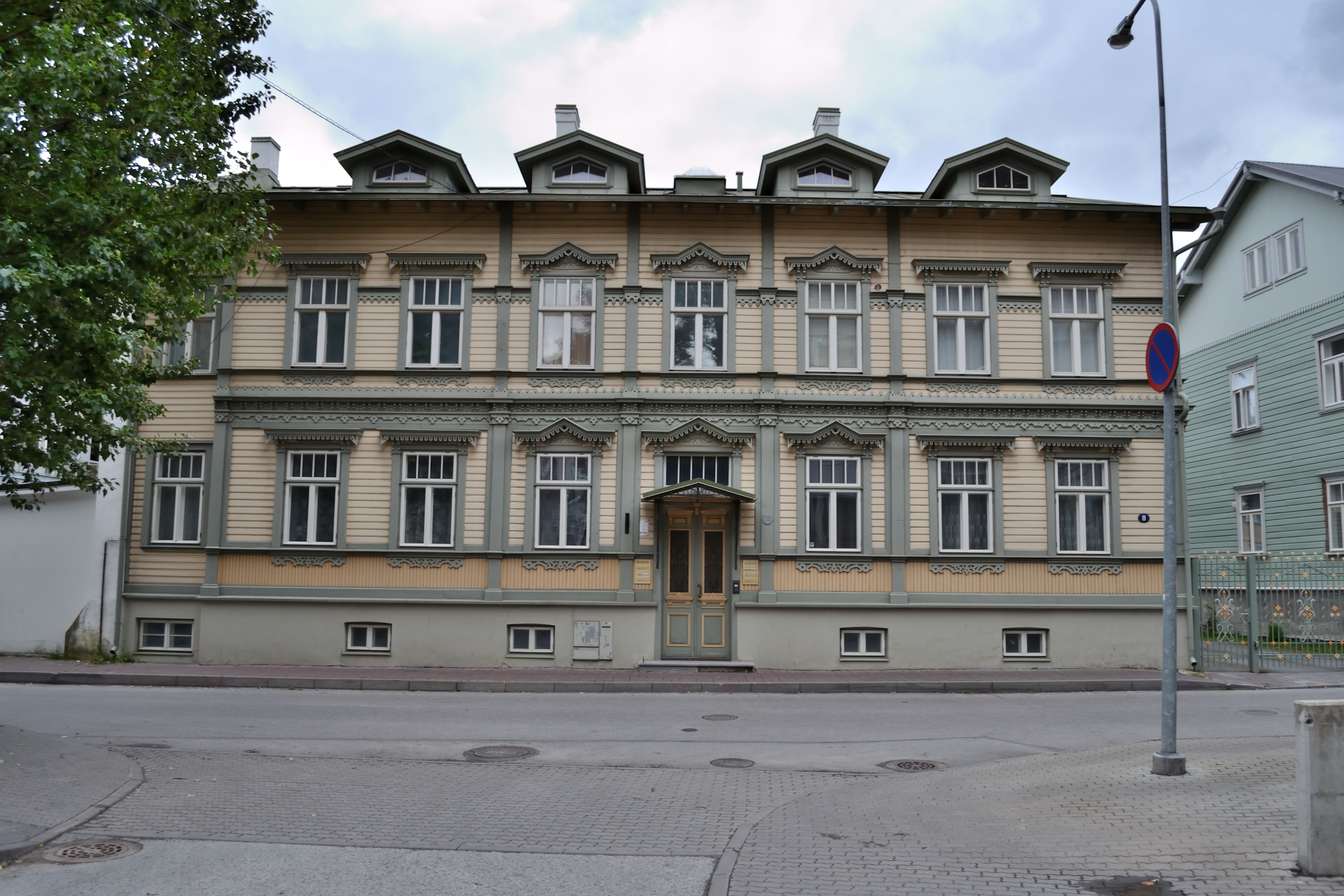
Улица Аллика, д. 8
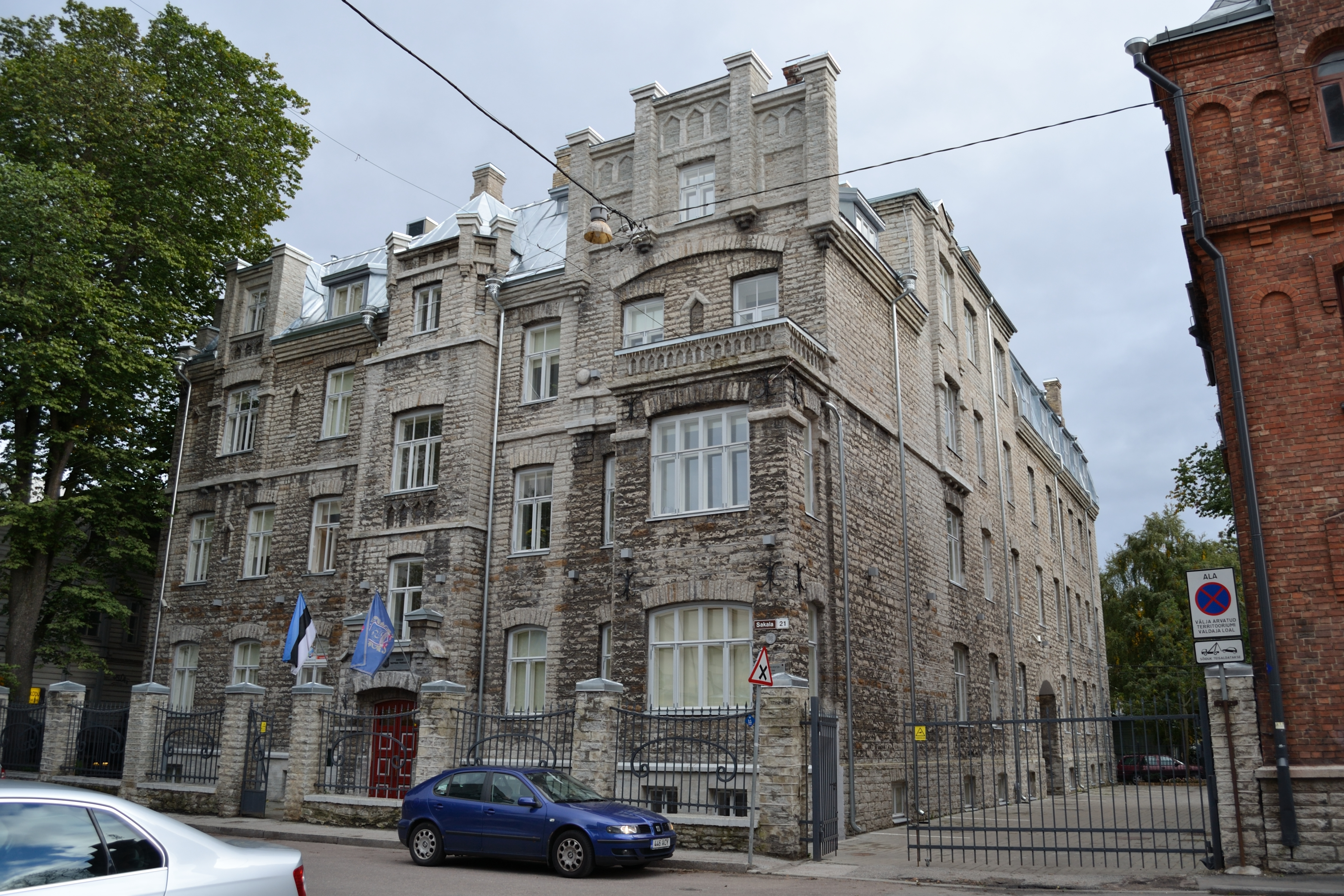
Улица Сакала, д. 21
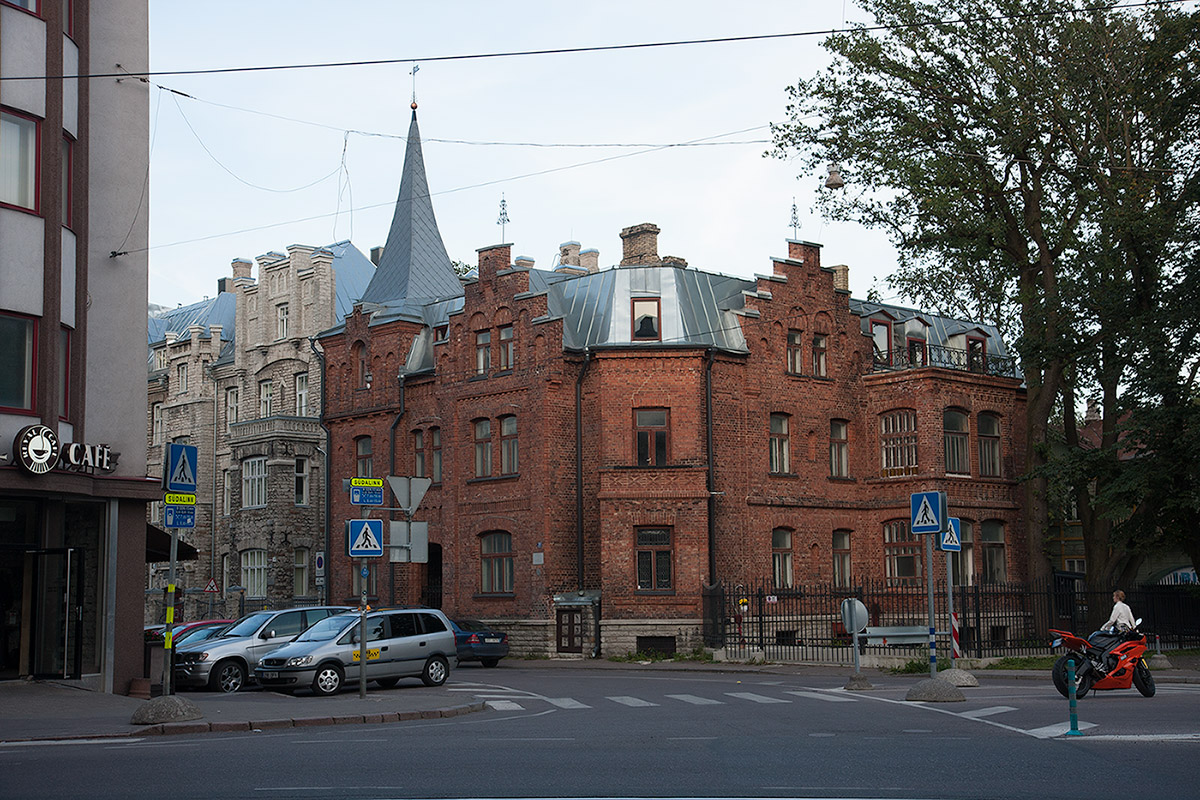
Улица Сакала, д. 23
Улица П. Сюда, д. 3
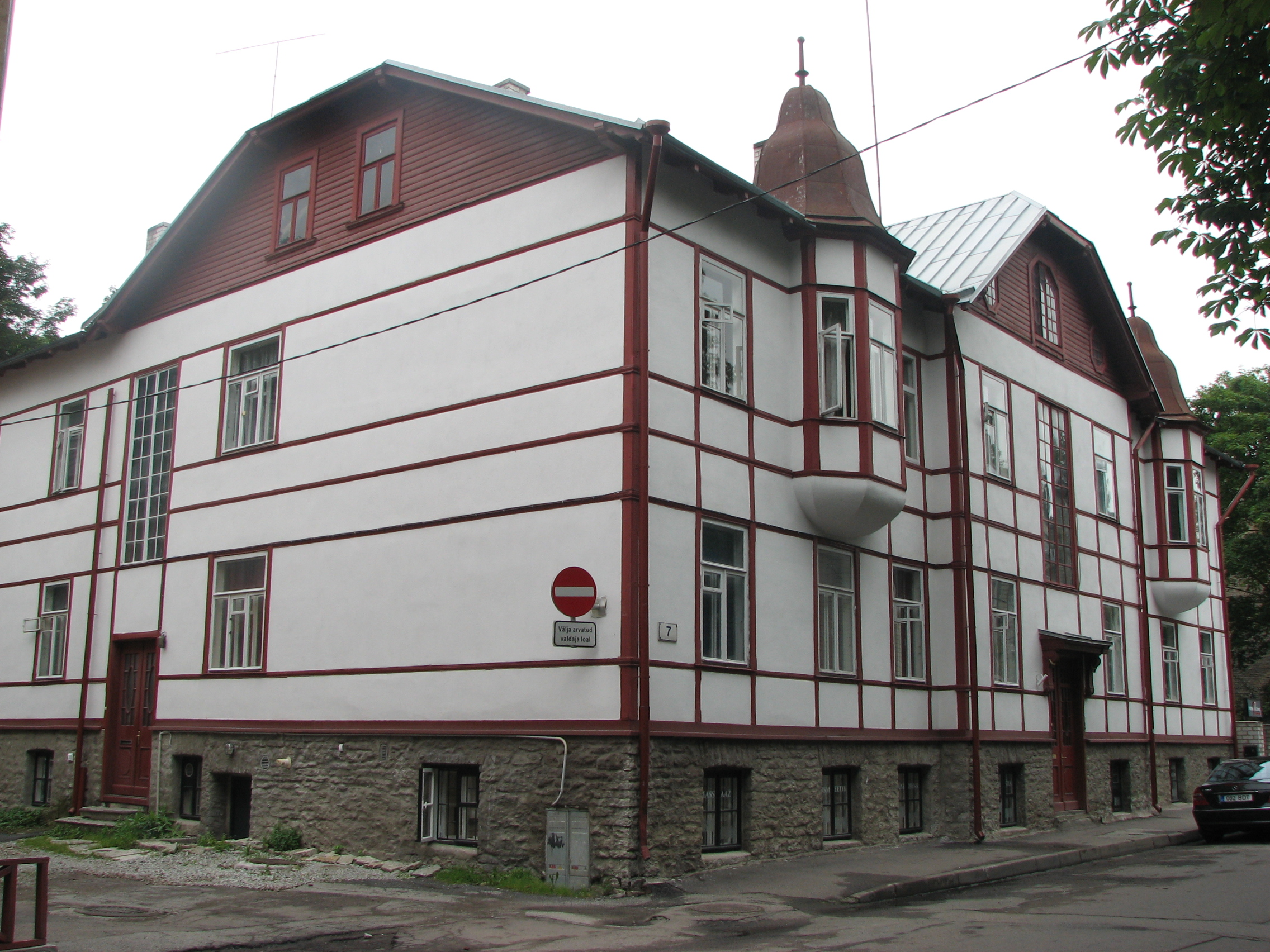
Улица П. Сюда, д. 7
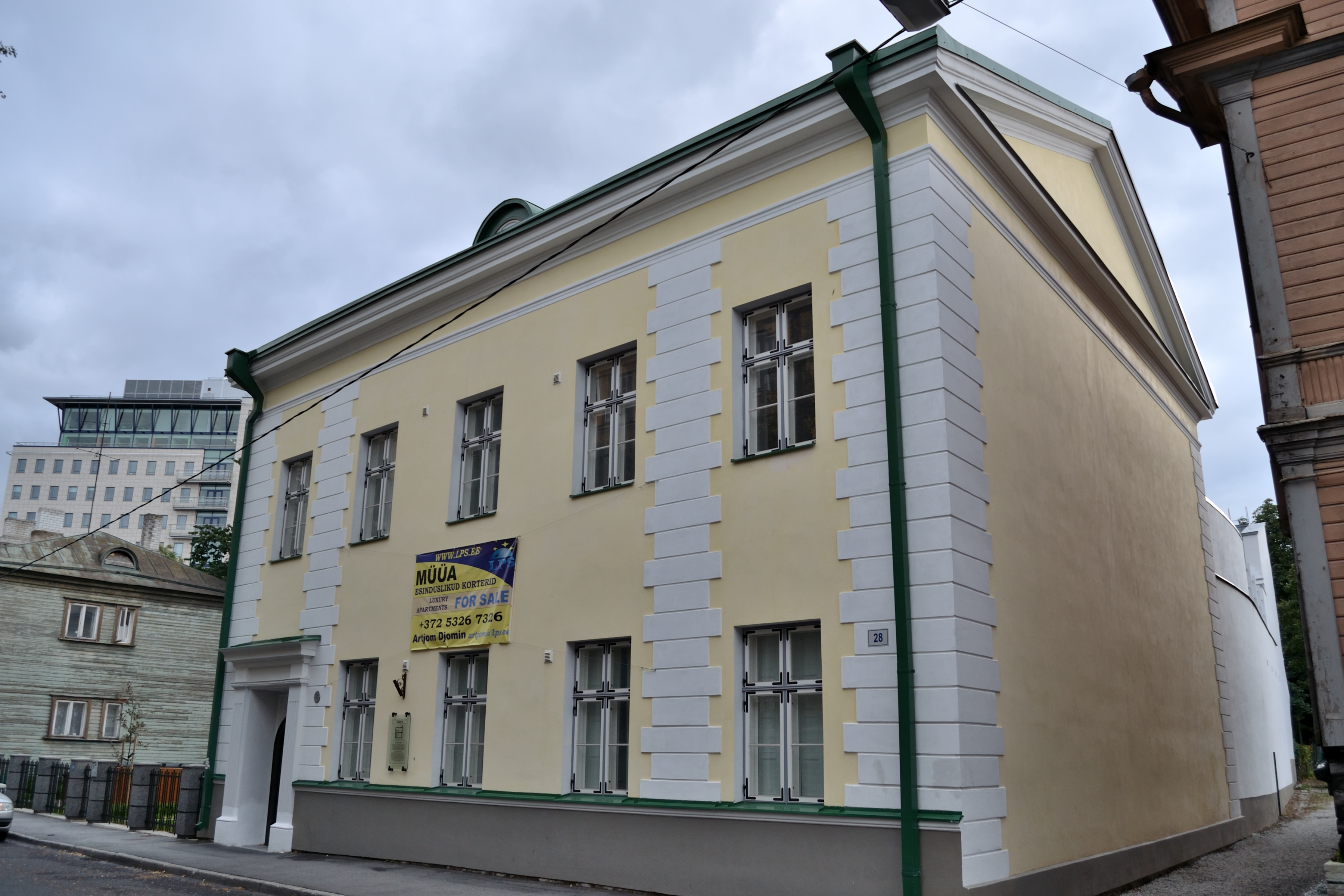
Улица Татари, д. 28
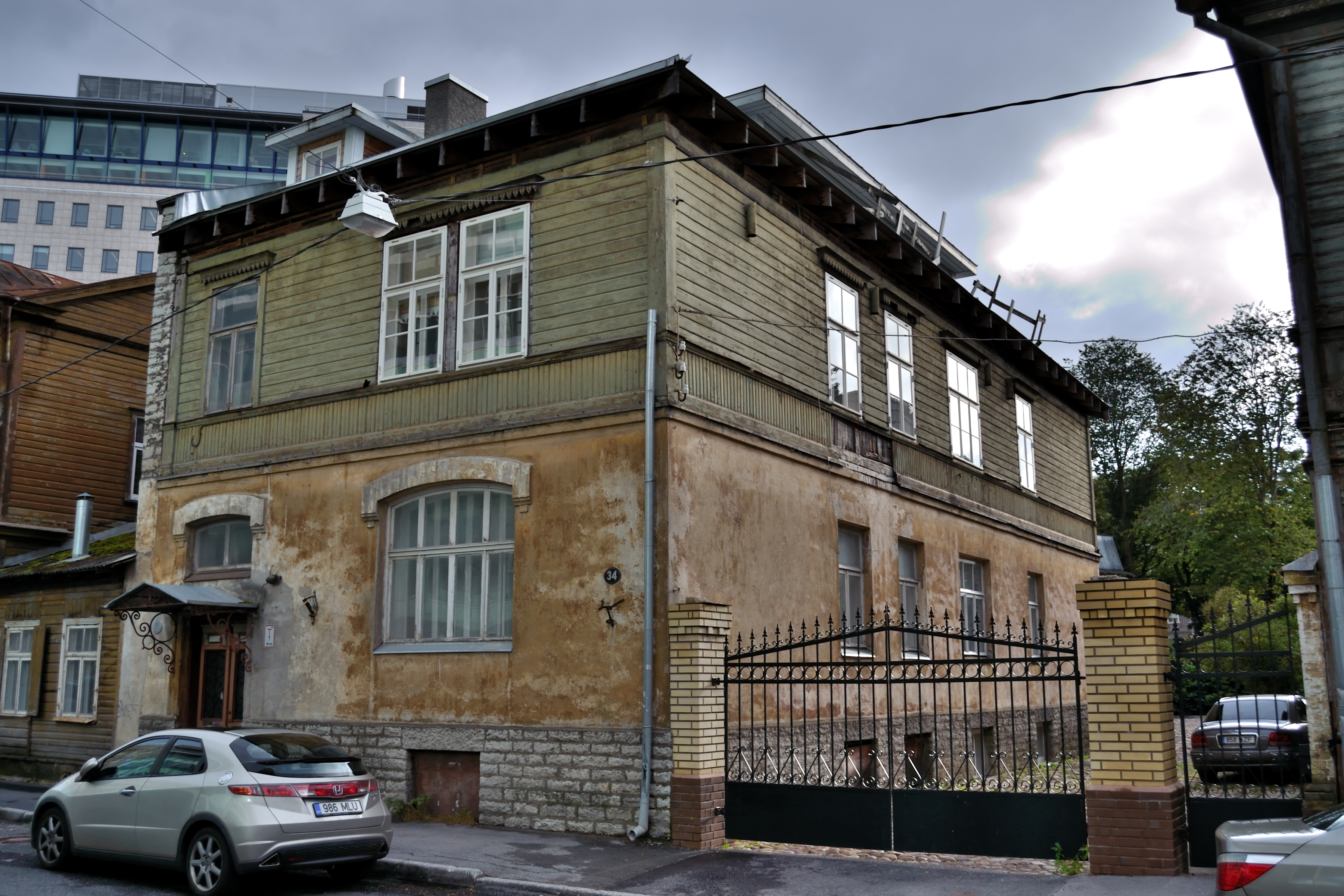
Улица Татари, д. 34
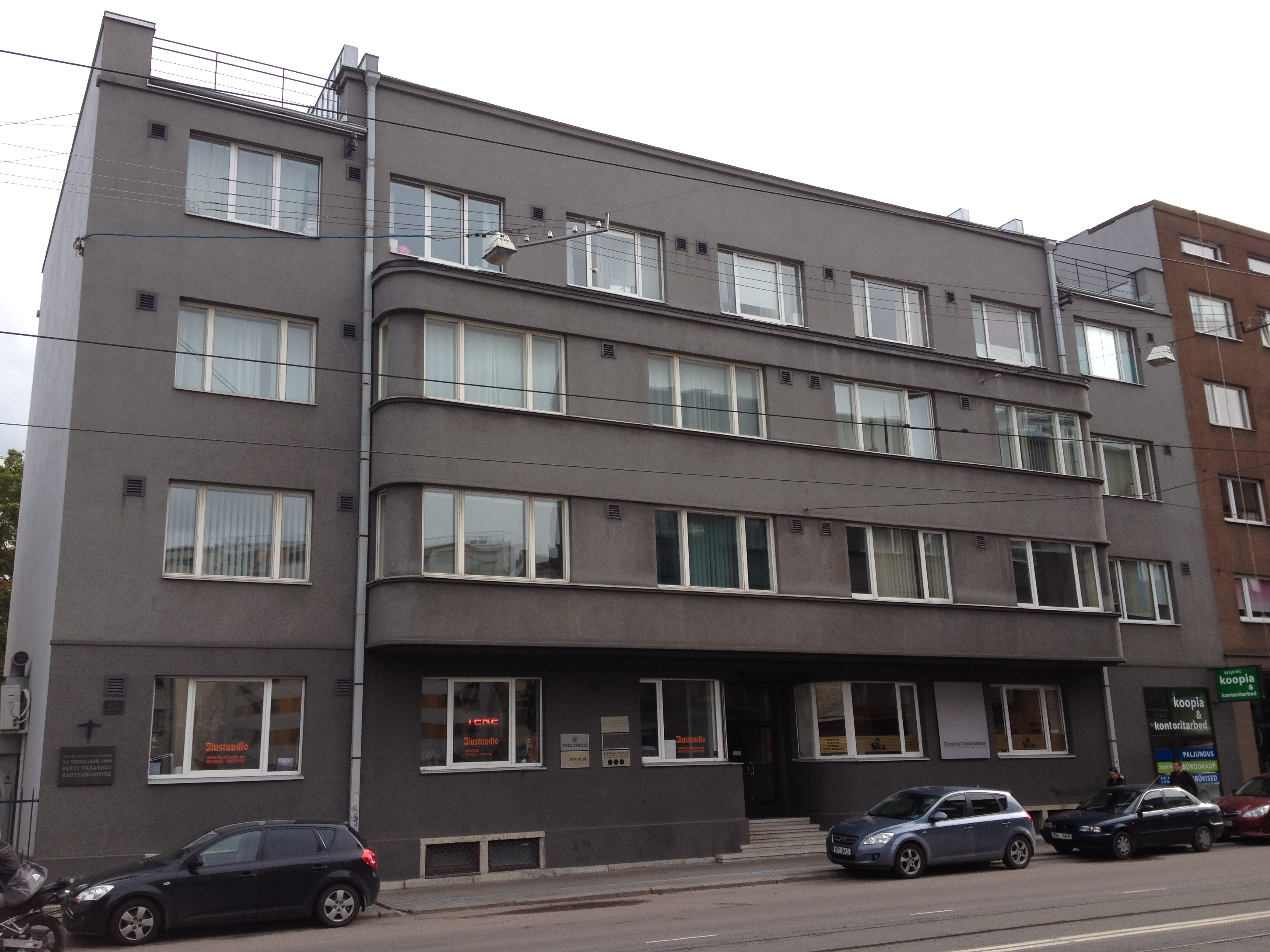
Пярнуское шоссе, д. 23
Кинотеатр «Космос»

## Общественный транспорт
В Татари курсируют городские автобусы маршрутов № 3, 16, 39 и 47.

## Галерея

Микрорайон Татари
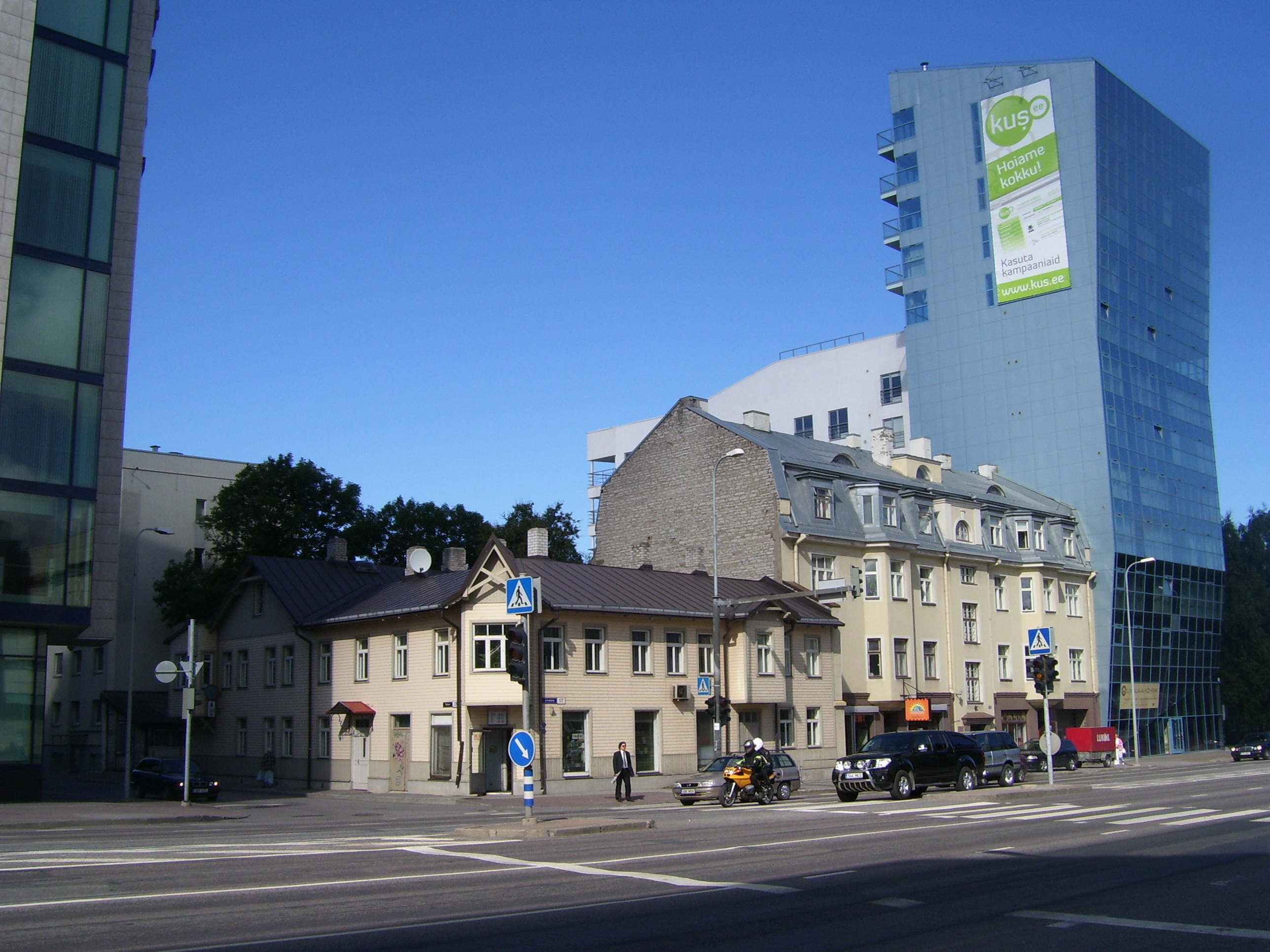
Старинные и современные здания
Офисные здания
Улица П. Сюда, д. 2
ул. Сакала 10/ Кентманни 4